# Mos Def
Yasiin Bey narozen jako Dante Terrell Smith (* 11. prosince 1973, Brooklyn, New York)), spíše známý jako Mos Def, je americký herec a hudebník. Byl nominován na Zlatý glóbus, Emmy a pětkrát na cenu Grammy. Do povědomí lidí se nejprve zapsal svou hip-hopovou kariérou, i když nejprve započal s herectví v nízkorozpočtových filmech. Jeho opravdové filmové začátky odstartovaly až s novým tisíciletím. Zahrál si tak ve filmech Bamboozled, Ples příšer, Loupež po italsku nebo Cadillac Records.
Roku 2015 vydal píseň „Basquiat Ghostwriter“ inspirovanou policejní brutalitou a výtvarníkem Jean-Michel Basquiatem.

## Diskografie

### Studiová alba
| Rok  | Album                                                                       | Nejvyšší umístění v hitparádě | Nejvyšší umístění v hitparádě | Nejvyšší umístění v hitparádě | Nejvyšší umístění v hitparádě | Ocenění   |
| Rok  | Album                                                                       | US 200                        | US Hip-Hop                    | US Rap                        | UK                            | Ocenění   |
| ---- | --------------------------------------------------------------------------- | ----------------------------- | ----------------------------- | ----------------------------- | ----------------------------- | --------- |
| 1999 | Black on Both Sides - Vydáno: 12. října 1999 - Vydavatel: Rawkus, Universal | 25                            | 3                             | *                             | -                             | US: zlaté |
| 2004 | The New Danger - Vydáno: 19. října 2004 - Vydavatel: Rawkus, Geffen         | 5                             | 2                             | *                             | 56                            | US: /     |
| 2006 | True Magic - Vydáno: 29. prosince 2006 - Vydavatel: Geffen                  | 77                            | 25                            | 12                            | -                             | US: /     |
| 2009 | The Ecstatic - Vydáno: 9. června 2009 - Vydavatel: Downtown                 | 9                             | 5                             | 2                             | -                             | US: /     |

### Kompilace
- 2002 - We Are Hip-Hop: Me, You, Everybody
- 2007 - Mos Definite
- 2008 - We Are Hip-Hop: Me, You, Everybody, Pt. 2

### Spolupráce
- 1998 - Mos Def & Talib Kweli are Black Star (s Talib Kweli)

### Úspěšné singly
- 1998 - "Body Rock" (ft. Q-Tip a Tash)
- 2001 - "Jam on It"
- 2002 - "Brown Sugar (Extra Sweet)" (ft. Faith Evans)
- 2004 - "Sex, Love & Money"

## Filmografie

### Filmy
- 1988 - God Bless the Child
- 1991 - The Hard Way / (Poldovi v patách)
- 1994 - The Cosby Mysteries / (Cozbyho případy)
- 1997 - Ghosts
- 1998 - Where's Marlowe? / (Defektiv" BOONE)
- 2000 - Island of the Dead / (Ostrov smrti)
- 2000 - Bamboozled
- 2001 - Carmen: A Hip Hopera
- 2001 - Monster's Ball / (Ples Příšer)
- 2002 - Showtime
- 2002 - Civil Brand
- 2002 - Brown Sugar / (Karamelka)
- 2003 - The Italian Job / (Loupež po italsku)
- 2004 - The Woodsman
- 2004 - Something the Lord Made
- 2005 - Lackawanna Blues
- 2005 - The Hitchhiker's Guide to the Galaxy / (Stopařův průvodce po galaxii)
- 2006 - 16 Blocks / (16 bloků)
- 2008 - Be Kind Rewind / (Prosíme přetočte)
- 2008 - Cadillac Records
- 2009 - Next Day Air
- 2010 - I'm Still Here
- 2011 - Mama Black Widow

### Seriály
- 1990-1991 - "You Take the Kids"
- 1992 - "Here and Now" (2 epizody)
- 1994 - "The Cosby Mysteries" / (Cozbyho případy) (4 epizody)
- 1997 - "NYPD Blue" (3 epizody)
- 1997 - "Brooklyn South" (2 epizody)
- 1998 - "Spin City" (1 epizoda)
- 2000 - "Flava" (2 epizody)
- 2002 - "The Proud Family" (1 epizoda)
- 2002 - "My Wife and Kids" (1 epizoda)
- 2005 - "Entourage" (1 epizoda)
- 2005 - "The Boondocks" (2 epizody)
- 2006 - "Space Top 10 Countdown" (1 epizoda)
- 2007 - "4Real" (1 epizoda)
- 2009 - "House M.D." / (Dr. House) (1 epizoda)
- 2010 - "Yo Gabba Gabba!" (1 epizoda)
- 2011 - "Dexter" (5 epizod)